# هانا أرنولد (عارضة أزياء)
هانا كونسينسينو أرنولد (من مواليد 21 يناير 1996) عارضة أزياء فلبينية أسترالية وحاملة لقب ملكة جمال التي توجت بمسابقة بينيبينينغ فيليبيناس 2021، مثلت الفلبين في مسابقة ملكة جمال الدولية 2022. مسابقة ملكة جمال وحلت ضمن أفضل 15 متسابقة، وصولها لنصف النهائي كأحد أفضل 15 متسابقة على لقب ملكة جمال الدولية 2022 يمثل رقم 100 للفلبين في مسابقات الجمال الأربع الكبرى الدولية.

## نشأتها
ولدت هانا كونسينسينو أرنولد في بالود ، ماسبات ، الفلبين. والدها من أصل أيرلندي-أسترالي وتنحدر والدتها الفلبينية من ماسبات ، منطقة بيكول. نشأت أرنولد في كانبيرا بأستراليا قبل أن يعود إلى الفلبين بعد تخرجه من جامعة كانبيرا بدرجة في العلوم التطبيقية في دراسات الطب الشرعي.

## روابط خارجية
- موقع بينيبينينغ فيليبيناس الرسمي
- هانا أرنولد على إنستغرام

| الجوائز و الإنجازات | الجوائز و الإنجازات               | الجوائز و الإنجازات       |
| ------------------- | --------------------------------- | ------------------------- |
| سبقه بيا ماغتانونغ  | بينيبينينغ فيليبيناس الدولية 2021 | تبعه نيكول بوروميو (سيبو) |